# ГАЗ-21
ГАЗ-М-21 «Во́лга» — советский легковой автомобиль, серийно производившийся на Горьковском автомобильном заводе с 1956 по 1970 год. Представляет собой четвёртое поколение, является «преемником» модели ГАЗ-М-20 «Победа». Производство ГАЗ-21 на самом ГАЗе продолжалось до 15 июля 1970 года, но ещё долгое время после этого сборка по сути новых автомобилей продолжалась на авторемонтных заводах, встречаются «ремзаводовские» машины выпуска вплоть до второй половины 1970-х годов. Заводской индекс модели изначально был М-21, позднее (с 1965 года) — ГАЗ-21.

## Разработка

### Начальный период и ходовой образец
С 1952 года велась параллельная работа над двумя независимыми проектами М-21 под девизами «Звезда» (художник-конструктор — Джон Вильямс) и «Волга» (художник-конструктор — Лев Еремеев).
В 1953 году были готовы макеты обеих машин. «Звезда» за этот период прошла через несколько итераций дизайнерского поиска, в конечной из них превратившись по сути в полный аналог «Волги» от задних дверей вперёд, но с имеющим покатую, как у «Победы», крышу кузовом типа «фастбэк» и двумя большими плавниками на корме. В производство пошёл седан Еремеева, как более перспективный — к середине 1950-х годов фастбэк уже выглядел пережитком прошлого, к тому же сложная форма его задней части вызывала ряд вопросов технологического характера. Изображение гипсовых макетов обоих автомобилей доступно по сноске.
С 1953 года ведущим конструктором по машине был назначен А. Невзоров, а главным конструктором завода на протяжении большей части проектирования автомобиля был Н. И. Борисов. (На больших заводах СССР, где параллельно шло проектирование нескольких машин, по каждой из них назначается отдельный ведущий конструктор. Наряду с ним существовал главный конструктор завода, который мог непосредственно участвовать в создании той или иной машины, а мог и оставаться лишь координатором всех работ.)
Первый ходовой образец был изготовлен вручную в 1954 году. Известна фотография образца М-21 с номерным знаком ГВ00-08 на Горьковском шоссе (ныне трасса М7 «Волга»), датируемая 9 июля 1954 года, таким образом, в это время образец М-21 уже активно испытывался.
Автоматическая коробка передач была в целом разработана на основе трансмиссии Ford-O-Matic автомобилей корпорации Ford, которая, в свою очередь, была разработана для Ford фирмой BorgWarner.
Вместе с тем многие черты изначального (представленного на прототипах и, частично, «второй серии» 1959—1962 годов) дизайна «Волги» также восходят к ЗИМ ГАЗ-12 — в частности, в похожем стиле были выполнены бамперы, подфарники, — что, очевидно, должно было подчеркнуть стилистическое единство линейки автомобилей Горьковского завода. Такого же мнения придерживается, например, видный исследователь вопроса Иван Падерин.

### Дизайн
Существует легенда, что оформление передка «со звездой» возникло из-за того, что исходный вариант не понравился на просмотре в Кремле после испытаний маршалу Жукову (по другой версии легенды — Председателю Совета Министров СССР Булганину), и машине, чтобы начать её серийный выпуск, решили за счёт звезды на решётке радиатора придать ярко выраженную «партийную ориентацию».

### Прототипы
По сравнению с предыдущими отечественными моделями, «Волга» показала себя динамичным, скоростным автомобилем с высокой комфортабельностью. Машина была экономичнее своей предшественницы — «Победы», при этом по динамике превосходя ЗИМ более высокого класса. По таким показателям, как долговечность и проходимость, «Волга» оставила далеко позади и иностранные аналоги, мало приспособленные к отечественным дорожным условиям (в частности, долговечность кузова и бесшкворневой передней подвески автомобиля Ford Mainline по результатам долговременных испытаний в отечественных дорожных условиях не превысила скромной цифры в 50 тыс. км; не лучше показали себя и остальные агрегаты шасси, вплоть до разошедшейся по сварным швам рамы, и кузов, в котором образовалось большое число трещин).

### Постановка в производство
Первые условно серийные «Волги» были собраны 15 октября 1956 года, они уже имели оформление передка «со звездой» — три экземпляра. Всего в партии 1956 года было пять автомобилей.
Осенью и зимой 1956 года восемь «Волг» (опытные 1954—1955 годов и машины из опытно-промышленной серии 1956 года) прошли 29 тыс. км по дорогам России, Прибалтики, Украины, Белоруссии и Кавказа.
Окончательные испытания новой модели проводились в гараже обкома КПСС Горького, 1-м таксопарке Москвы и автобазе ЦК ВЛКСМ, куда и были направлены первые 62 автомобиля из опытно-промышленной партии (1956 — начало 1957 года). В их ходе были выявлены многочисленные недостатки и недоработки, бо́льшая часть которых была немедленно устранена. Остальные либо были устранены в ходе дальнейшей модернизации модели (на вызывавшую сильные нарекания бликующую верхнюю часть панели приборов уже в 1959 году начали наносить зернистое матовое напыление; в 1960-е годы — покрывать искусственной кожей), либо так и преследовали её до окончания «конвейерной жизни» (открывающиеся на недостаточно большой угол крышки капота и багажника).

### Окончание производства
Последний ГАЗ-21 Волга сошел с конвейера Горьковского автомобильного в 18 часов 40 минут 15 июля 1970-го года. Это была модификация 21УС цвета «антрацит».

## Периодизация выпуска
Имелись особенности, в частности задний мост с неразрезным цельнолитым картером, созданный на базе моста ЗИМ М-12 путём укорачивания полуосей и их кожухов, и устанавливался на авто примерно до сентября 1957 года. До этого, на самых первых авто (с номером шасси примерно до 200) устанавливался шумный задний мост со спирально-коническими шестернями, представлявший собою модернизированный задний мост а/м ГАЗ-69 с главной парой с меньшим (4,62 против 5,125) передаточным числом.

## Обзор модификаций

### Модификации ГАЗ-21 1, 2 и 3 выпуска
«Звезда» 1-го выпуска ( 1957-1958 годы ). Всего было выпущено чуть более 30 тысяч машин всех модификаций с таким оформлением:
ГАЗ-М-21Г — с форсированным двигателем от «Победы»,
ГАЗ-М-21Б — с форсированным двигателем от «Победы», такси.
ГАЗ-М-21 — двигатель 2,445 л. и АКПП,
ГАЗ-М-21А — такси на базе ГАЗ-М-21В,
ГАЗ-М-21В — общего назначения с двигателем 2,445 л.,
ГАЗ-М-21Д — экспортная с МКПП (двигатель 80 л.с.), дополнительные хромовые элементы отделки (только поясной молдинг, оклады стёкол появились начиная со второй серии).
ГАЗ-М-21ДЮ — экспортная, для тропического климата
ГАЗ-М-21Е — экспортная с АКПП.
ГАЗ-М-21Ю — экспортная, для тропического климата
ГАЗ-М-21Н — экспортная с правым рулем!
«Волга» модели 1958 года, по данным многих источников, получила Гран-при на выставке «Экспо '58» в Брюсселе.
«Акулья пасть» 2-го выпуск ( 1959-1962 год). Всего было выпущено чуть более 140 тысяч машин всех модификаций:
ГАЗ-М-21А — такси.
ГАЗ-М-21 — версия с АКПП (значилась в производственной программе, экземпляры не известны),
ГАЗ-М-21Е — версия с АКПП (очень ограниченный выпуск по спецзаказу),
ГАЗ-М-21И — базовый седан,
ГАЗ-М-21К — экспортная (двигатель 80 л.с., дополнительные хромированные элементы отделки),
ГАЗ-М 21КЮ — экспортная, для тропического климата,
ГАЗ-М 21КБ — экспортная, с дизелем Perkins 1620 см3
ГАЗ-М-21У — улучшенная комплектация, более богатая отделка
«Китовый ус» 3-й выпуск ( 1962 год). Всего машин третьей серии до 1970 года было выпущено около 470 тысяч. В 1965 году автомобиль был в последний раз незначительно модернизирован. Было улучшено отопление салона и несколько изменено внешнее оформление. Сменилось обозначение модели с ГАЗ-М-21 на просто — ГАЗ-21.
:
ГАЗ-М-21Л — базовый седан,
ГАЗ-М-21М — экспортная,
ГАЗ-М-21МЮ — экспортная, для тропического климата
ГАЗ-М-21Н — экспортная с правым рулем
ГАЗ-М-21НЮ — экспортная с правым рулем, для тропического климата
ГАЗ-М-21У — улучшенная комплектация (к комплектации добавились хромовые декоративные молдинги по крыльям — на передних в виде стрел и на задних — в форме плавников),
ГАЗ-М-21Т — таксомотор, имел раздельные передние сидения для перевозки крупногабаритных грузов.

### Выпуск в Китае («Красный Восток»)
На Пекинском автозаводе (КНР) на основе документации на «Волгу» ГАЗ-21 был создан свой вариант под названием Dongfanghong BJ760 («Дунфан Хун» — «Красный Восток» или, точнее, «Алеет Восток»). Автомобиль практически полностью копировал ГАЗ-21 в техническом отношении, но имел весьма существенные внешние отличия. Так, боковина была плоской, без выштамповки на задней двери и крыле, решётка радиатора — клетчатой, заднее стекло — панорамным увеличенной площади, капот и панель для стеклоочистителей под лобовым стеклом были более плоскими, отличались конструкция передней части крыши и водосточных желобков, оформление задней части кузова, панель приборов и многое другое.
С 1959 по 1969 год было выпущено не более 600 автомобилей, причём кузова изготавливались в основном вручную, с минимальной механизацией, а многие агрегаты — поставлялись из СССР. Хотя производство легковых автомобилей в Китае было прекращено по идеологическим мотивам, «Красный Восток» сыграл важную роль в подготовке кадров для молодой китайской автомобильной промышленности. В настоящее время известно 3 сохранившихся автомобиля, все они принадлежат бывшим секретарям ЦК Коммунистической партии Китая, два из них выставляются в музеях.

### Модификации ГАЗ-22
ГАЗ-22 — советский автомобиль среднего класса с грузопассажирским кузовом типа «универсал»; серийно производился с 1962 по 1970 год на заводе ГАЗ в Горьком под маркой «Волга». Оснащался пятидверным несущим кузовом с 5—7-местным трансформируемым салоном. Базовый автомобиль — седан ГАЗ-21Р «Волга» третьей серии. ГАЗ-22 (ранние выпуски — ГАЗ-М-22) обозначался как грузопассажирская отдельная модель (таким образом, «универсала ГАЗ-21» не существовало). ГАЗ-22 имел различные модификации, также на его основе выпускались карета скорой помощи ГАЗ-22Б и (другими заводами и мастерскими) фургон ГАЗ-22А.

#### Модификации ГАЗ-22
- ГАЗ-М-22 — 1962—1964, базовый универсал;
- ГАЗ-М-22А — опытный фургон, производившийся также кустарно;
- ГАЗ-М-22Б — 1962—1964, санитарный автомобиль (карета скорой помощи);
- ГАЗ-М-22БК — 1962—1964, санитарный автомобиль, 85 л. с.;
- ГАЗ-М-22БКЮ — 1962—1964, санитарный автомобиль, 85 л. с., тропический вариант;
- ГАЗ-М-22БМ — 1962—1964, экспортный санитарный автомобиль, 85 л. с.;
- ГАЗ-М-22БМЮ — 1962—1964, тропический экспортный санитарный автомобиль, 85 л. с.;
- ГАЗ-22В — 1965—1970, модернизированный базовый;
- ГАЗ-М-22Г — 1962—1969, экспортный, 75 л. с.;
- ГАЗ-М-22ГЮ — 1962—1965, тропический экспортный, 75 л. с.;
- ГАЗ-22Д — 1965—1970, модернизированный санитарный автомобиль;
- ГАЗ-22Е — 1965—1970, модернизированный экспортный санитарный автомобиль;
- ГАЗ-22ЕЮ — 1965—1970, модернизированный тропический экспортный санитарный автомобиль;
- ГАЗ-М-22К — 1962—1964, экспортный, 75 л. с.;
- ГАЗ-М-22КЭ — 1962—1964, экспортный, 75 л. с., с экранированным электрооборудованием;
- ГАЗ-22М — 1965—1970, модернизированный экспортный, 85 л. с.;
- ГАЗ-22МБ — 1965—1970, модернизированный экспортный санитарный автомобиль;
- ГАЗ-22МЮ — 1965—1970, тропический модернизированный экспортный, 85 л. с.;
- ГАЗ-22МЮ — 1965—1970, модернизированный экспортный, 85 л. с.;
- ГАЗ-22Н — 1965—1970, модернизированный экспортный, правое рулевое управление;
- ГАЗ-22НЮ — 1965—1970, модернизированный экспортный, 85 л. с., правое рулевое управление;
- ГАЗ-22НЕ — 1965—1970, модернизированный экспортный санитарный автомобиль, правое рулевое управление.
- ГАЗ-22П Праворульная — Для экспорта в страны с левосторонним движением.
- ГАЗ-22 Полноприводный - Пять одинаковых автомобилей были построены по заказу Минобороны на одном из военных предприятий для охотничьих выездов высших государственных и партийных чинов.
- ГАЗ-22 Спецуниверсал - Известен случай, когда завод специально поставил мотор V8 на ГАЗ-22. Машина была заказана заводу в 1967 году и предназначалась для советского посольства в одной из ближневосточных стран.

## Статистические данные

### Розничные цены
| Год  | Модель | Цена, руб. |
| ---- | ------ | ---------- |
| 1957 | ?      | 17 400     |
| 1961 | 21И    | 5100       |
| 1963 | 21Л    | 5500       |
| 1963 | 21У    | 5880       |
| 1965 | 21Р    | 5487       |
| 1965 | 21УС   | 5867       |
| 1965 | 21С    | 6455       |

## Обзор конструкции

### Силовой агрегат
Двигатель основной части выпуска М-21 и ГАЗ-21 — это ЗМЗ-21А. Он представлял собой цельноалюминиевый верхнеклапанный нижневальный двигатель рабочим объёмом 2,445 л. Так как конструктивно он во многом аналогичен широко известным в наше время двигателям типа ЗМЗ-402.10 («Волга», «ГАЗель»), проще всего описать особенности его конструкции через противопоставление именно с этим семейством.
Руководства по эксплуатации рекомендовали всесезонное использование масла АС-8 с присадкой (М8Б) по ГОСТ 10541-63 «Масла автомобильные фенольные селективной очистки. Технические требования», а летом для изношенных двигателей — АС-10. При этом в прессе тех лет отмечалось, что устанавливавшаяся на автомобиль с завода двухступенчатая система фильтрации масла, рассчитанная на более старые масла, неадекватно справлялась с очисткой масел типа АС-8 из-за наличия у них диспергирующих (разделяющих) свойств, однако худшая очистка современного масла более чем компенсировалась за счёт его более высоких термоокислительной стабильности и моющей способности, способствовавших значительному уменьшению нагарообразования, закоксовывания поршневых колец и засорения картера двигателя смолистым шламом.
За прототип ГМП (конструктор Б. Н. Попов) была взята трёхступенчатая гидромеханическая передача модели Ford-O-Matic, применявшаяся на автомобилях корпорации Ford, для чего были закуплены два экземпляра автомобиля Ford Mainline 1954 года выпуска. Вместе с тем, горьковский образец, естественно, по технологическим и эксплуатационным причинам не мог быть полной копией американского, и был спроектирован «с нуля», с полным учётом отечественных условий производства и эксплуатации и в применении к четырёхцилиндровому двигателю, с которым этой трансмиссии предстояло работать, о чём говорят и весьма различающиеся технические характеристики ГМП Ford-O-Matic и ГАЗ. Позднее вариант этой КПП использовался на автомобилях «Чайка» ГАЗ-13 и ГАЗ-23 с мощным двигателем V8, что опровергает имеющееся мнение о низкой надёжности этого агрегата. Причиной же быстрого отказа от неё был недостаток специального масла (типа ATF) и квалифицированного сервиса. Многие автомобили с ГМП, эксплуатировавшиеся в крупных городах, полностью отработали свой ресурс без особых нареканий к работе трансмиссии. Для обслуживания использовались те же материалы, которые были доступны для «Чайки» и ГАЗ-23.
ЦСС шасси продемонстрировала низкую живучесть медных трубок и шлангов на бездорожье, были случаи излома пальцев рулевых тяг по отверстию для прохода смазки, также способствовала загрязнению стоянок и дорог излишками смазки, не давала возможности контролировать наличие смазки в узле трения, поэтому впоследствии вернулись к пресс-маслёнкам и шприцеванию консистентной смазкой (солидол, в наше время часто используют литол) при помощи ручного рычажно-плунжерного шприца. В условиях централизованного обслуживания машин в таксопарках и государственных гаражах, это не доставляло особых трудностей. Смазка производилась при помощи шприца, нагнетавшего смазку в узлы через пресс-маслёнки. «Шприцевание» производилось достаточно часто (раз в 1200…1800 км в зависимости от качества дороги) из-за невысокой стабильности смазки, которая разлагалась и загрязнялась в процессе эксплуатации. При шприцевании новая порция смазки не только смазывала шарнир, но и выдавливала из него загрязнение вместе со старой смазкой.
Такая конструкция подвески уже не соответствовала достигнутому к тому времени уровню мирового автомобилестроения — к середине 1950-х годов довольно широко были распространены бесшкворневые подвески с уменьшенным объёмом технического обслуживания (но полностью его вовсе не исключавшие — шприцевание для этих подвесок было необходимо, просто межсервисный интервал был существенно длиннее). Однако, она вполне соответствовала наличным в СССР тех лет условиям эксплуатации и обслуживания — по долговечности и живучести на дорогах низкого качества такая подвеска существенно превосходила бесшкворневые иностранных аналогов (например, бесшкворневая подвеска автомобилей Ford по результатам испытаний в отечественных условиях, уже через 50 тыс. км пробега допускала критический износ, требовавший замены шаровых опор), а частое обслуживание не было существенным недостатком ввиду того, что основная масса «Волг» обслуживалась централизованно в таксопарках или ведомственных гаражах. Предназначенный же преимущественно для продажи населению «Москвич» уже в 1956 году получил бесшкворневую подвеску.
Повысить проходимость автомашины ГАЗ-21 «Волга» по бездорожью было возможно путём установки на автомобиль колёсных дисков от автомашины «Победа» с резиной от внедорожника ГАЗ-69.

### Служба такси
С самым началом серийного выпуска новая модель стала поступать в таксопарки по всей стране, изначально — в крупные города: Москву, Ленинград, Киев. Так, в Ленинграде первые 40 М-21 в службе такси появились в феврале 1958 г., на 1959 г. их насчитывалось 177.

## Спорт
«Волга» ГАЗ-21 была одним из неизменных участников спортивных состязаний внутри соцлагеря, а также успешно участвовала в целом ряде международных ралли-рейдов, таких как «Тысяча озёр» в Финляндии (I место), «Акрополис» в Греции (III место), «Монте-Карло» и других.
ГАЗ-22 Вячеслава Галкина и Александра Терёхина занял пятое место на IV Высокогорном ралли «Эфиопия» (англ. 4th Ethiopian Highland Rally) 1967 года (второе и четвёртое заняли седаны ГАЗ-21).

### Автомобиль Владимира Путина
Президенту России В. В. Путину принадлежит ГАЗ-21 (М-21) «второй серии» (по внешним признакам) цвета «слоновой кости», заново построенная на современных агрегатах. В качестве донора агрегатов называется, в частности, марка Bentley. Несмотря на многократно повторённую информацию о том, что она была выпущена в 1956 году, этот факт не может соответствовать действительности — опытные по сути машины этого года до нашего времени не дошли. По данным базы ГИБДД по Москве и области (на 2007 год), на Путина Владимира Владимировича зарегистрированы две «Волги» — М-21 1960 года и ГАЗ-21Р 1965 года. Демонстрировавшаяся прессе машина очень похожа на модель 1959—1962 годов. На ней же Путина катал президент США Джордж Буш в мае 2005 года.

## Современные проекты

### Volga V12
Построена московским тюнинг-ателье «Автолак» (ныне A:Level) в 2001 году на шасси спорт-купе BMW 850CSi. Сообщается, что при всём сходстве дизайна автомобиль практически не имел с ГАЗ-21 общих кузовных панелей, хотя они использовались в процессе работы над автомобилем. Имя владельца не разглашается.

### «Волга—Cayenne»
Автомобиль создан ателье «Русский автомобильный дизайн» совместно с Cardi на шасси немецкого внедорожника Porsche Cayenne S. Внешне напоминает М-21 модели 1957 года, но является лишь стилизацией — ни одной общей кузовной панели у них нет, автомобиль длиннее, шире и выше ГАЗ-21. Заказчиком автомобиля был предприниматель Евгений Чичваркин.

## Галерея
- Почтовая марка 1960 год